# Calumet City
Calumet City è un comune degli Stati Uniti d'America, situato in Illinois, nella contea di Cook.
Nel film The Blues Brothers di John Landis è la città natale dei fratelli Jake ed Elwood Blues.